# Miss Mundo 2005
Miss Mundo 2005, la 55.ª edición del concurso Miss Mundo, se llevó a cabo en el Teatro Crown of Beauty en Sanya (China) el 10 de diciembre.
Representantes provenientes de ciento dos países y territorios compitieron por el título en esta edición del concurso. Al final del evento, Miss Mundo 2004, María Julia Mantilla de Perú, coronó como su sucesora a  Unnur Birna Vilhjálmsdóttir de Islandia. Es la tercera —y más reciente— victoria de Islandia, después de las de 1985 y 1988.

## Áreas de competencia
Todas las concursantes compitieron en tres eventos de "vía rápida", mediante los concursos "Beach Beauty", "Miss Talento", y "Belleza con un Propósito". La ganadora de cada competencia se convirtió inmediatamente en una de las quince semifinalistas del certamen.
Las otras dos delegadas fueron escogidas de cada zona continental para completar el cuadro de 15 semifinalistas. Las juezas seleccionaron a los seis ganadoras regionales que participaron en la última ronda de la competencia. Al final, la Subcampeona de Miss Mundo 2005 se anunció antes de la ganadora, seguido por la ganadora de la corona de Miss Mundo 2005.

## Panel de Jueces
Un panel de diez ilustres personas eligió a Miss Mundo 2005.
- Julia Morley - presidenta ejecutiva de la Organización Miss Mundo.
- Denise Perrier - Miss Mundo 1953 de Francia.
- Ann Sidney - Miss Mundo 1964 de Reino Unido.
- Lucia Petterle - Miss Mundo 1971 de Brasil.
- Wilnelia Merced - Miss Mundo 1975 de Puerto Rico.
- Mariasela Álvarez - Miss Mundo 1982 de República Dominicana.
- Julia Kourotchkina - Miss World 1992 de Rusia.
- Diana Hayden - Miss Mundo 1997 de India.
- Agbani Darego - Miss Mundo 2001 de Nigeria.
- Azra Akin - Miss Mundo 2002 de Turquía.

## Resultados
Estos fueron los resultados finales en Miss Mundo 2005.
| Posición                | Candidata |
| ----------------------- | --- |
| Miss Mundo 2005         | - Islandia - Unnur Birna Vilhjálmsdóttir |
| 1.ª finalista           | - México - Dafne Molina |
| 2.ª finalista           | - Puerto Rico - Ingrid Rivera |
| Finalistas (Top 6)      | - Italia - Sofia Bruscoli - Corea del Sur - Oh Eun-young - Tanzania - Nancy Sumari |
| Semifinalistas (Top 15) | - Islas Vírgenes de los Estados Unidos - Kmisha Counts - Canadá - Ramona Amiri - India - Sindhura Gadde - Jamaica - Terri-Karelle Griffith - Irlanda del Norte - Lucy Evangelista - Filipinas - Carlene Aguilar - Rusia - Yulia Ivanova - Sudáfrica - Dhiveja Sundrum - España - Mireia Verdú |

### Reinas continentales
| Continente                  | Candidata                                |
| --------------------------- | ---------------------------------------- |
| Miss Mundo África           | - Tanzania – Nancy Sumari                |
| Miss Mundo América          | - México – Dafne Molina                  |
| Miss Mundo Asia y Oceanía   | - Corea del Sur – Oh Eun-young           |
| Miss Mundo Caribe           | - Puerto Rico – Ingrid Rivera            |
| Miss Mundo Europa del Norte | - Islandia – Unnur Birna Vilhjálmsdóttir |
| Miss Mundo Europa del Sur   | - Italia – Sofia Bruscoli                |

## Relevancia histórica de Miss Mundo 2005

### Resultados
- Islandia gana Miss Mundo por tercera vez.
- Mexico, Filipinas y Rusia repiten clasificación a semifinalistas.
- Filipinas clasifica por cuarto año consecutivo.
- México y Rusia clasifican por segundo año consecutivo.
- Canadá, España, India y Jamaica clasificaron por última vez en 2003.
- Italia y Puerto Rico clasificaron por última vez en 2002.
- Sudáfrica clasificó por última vez en 2001.
- Corea del Sur clasificó por última vez en 1995.
- Islas Vírgenes Americanas clasificaró por última vez en 1989.
- Islandia clasificó por última vez en 1988.
- Irlanda del Norte y Tanzania clasifican por primera vez a semifinales.

### Resultados Belleza Playera
| Resultados Finales | Candidatas |
| ------------------ | --- |
| Ganadora           | - Rusia – Yulia Ivanova |
| 1° Finalista       | - Moldavia – Irina Dolovova |
| 2° Finalista       | - México – Dafne Molina |
| Top 5              | - Canadá – Ramona Amiri - Islandia – Unnur Birna Vilhjálmsdóttir |
| Top 19             | - Brasil – Patricia Reginato - Costa Rica – Leonora Jiménez - El Salvador – Alejandra Cárcamo - Hong Kong – Tracy Ip - Italia – Sofia Bruscoli - Jamaica – Terri-Karelle Griffith - Kenia – Cecilia Mwangi - Líbano – Lamitta Frangieh - Nueva Zelanda – Kay Anderson - Filipinas – Carlene Aguilar - Eslovenia – Sanja Grohar - Sudáfrica – Dhijeva Sundrum - Trinidad y Tobago – Jenna Marie Andre - Gales – Claire Evans |

### Resultado Talento
| Resultado Final | Candidatas |
| --------------- | --- |
| Ganadora        | - Islas Vírgenes de los Estados Unidos – Kmisha Counts |
| Top 5           | - Canadá – Ramona Amiri - República Checa – Lucie Kralova - Italia – Sofia Bruscoli - Japón – Erina Shinohara |
| Top 16          | - Bulgaria – Rositsa Ivanova - China – Ting Ting Zhao - Costa Rica – Leonora Jiménez - Grecia – Katerina Stikoudi - Islandia – Unnur Birna Vilhjálmsdóttir - Jamaica – Terri-Karelle Griffith - Corea del Sur – Oh Eun-young - Escocia – Aisling Friel - Eslovenia – Sanja Grohar - Trinidad y Tobago – Jenna Marie Andre - Uganda – Precious Kabungo Mumbi |

| Groups                       | Contestant |
| ---------------------------- | --- |
| Mejor Actuación en el Canto  | 1. * Islas Vírgenes de los Estados Unidos – Kmisha Counts 2. * Grecia – Katerina Stikoudi 3. * Eslovenia – Sanja Grohar             |
| Mejor Actuación Original     | 1. * Italia – Sofia Bruscoli 2. * Corea del Sur – Oh Eun-young 3. Uganda – Precious Kabungo Mumbi · 4. Costa Rica – Leonora Jiménez |
| Mejor Danza Nacional         | 1. * Canadá – Ramona Amiri 2. * Escocia – Aisling Friel 3. * China – Ting Ting Zhao                                                 |
| Mejor Interpretación Musical | 1. * Japón – Erina Shinohara 2. * Bulgaria – Rositsa Ivanova 3. * Trinidad y Tobago – Jenna Marie Andre                             |
| Mejor Actuación en Danza     | 1. * República Checa – Lucie Kralova 2. * Jamaica – Terri-Karelle Griffith 3. * Islandia – Unnur Birna Vilhjálmsdóttir              |

### Belleza Con un Propósito
| Resultado Final | Candidata                      |
| --------------- | ------------------------------ |
| Ganadora        | - Corea del Sur – Oh Eun-young |

### Miss Deportes
| Resultado Final | Continente       |
| --------------- | ---------------- |
| Ganadores       | - Asia & Oceanía |
| 1° Finalista    | - Caribe         |
| 2° Finalista    | - Europa del Sur |

### Mejor Diseñador del Vestido Mundial
| Resultado Final | Candidata                |
| --------------- | ------------------------ |
| Ganadora        | - Turquía – Hande Subasi |

## Candidatas
| País                                 | Concursante                 | Edad | Altura | Región             | Ciudad                           |
| ------------------------------------ | --------------------------- | ---- | ------ | ------------------ | -------------------------------- |
| Albania                              | Suada Sherifi               | 17   | 1,84   | Europa del Sur     | Vlorë                            |
| Alemania                             | Daniela Risch               | 23   | 1,70   | Europa del Norte   | Kiel                             |
| Argentina                            | Emilia Iannetta             | 19   | 1,79   | América            | Pilar (Buenos Aires)             |
| Aruba                                | Sarah Juddan                | 18   | 1,80   | Caribe             | Oranjestad                       |
| Australia                            | Dennae Brunow               | 20   | 1,78   | Asia y el Pacífico | Albury                           |
| Bahamas                              | Ordain Moss                 | 18   | 1,73   | Caribe             | Nassau                           |
| Barbados                             | Marielle Onyeche            | 21   | 1,73   | Caribe             | Bridgetown                       |
| Bélgica                              | Tatiana Silva               | 20   | 1,70   | Europa del Norte   | Uccle                            |
| Bolivia                              | Viviana Méndez              | 19   | 1,76   | América            | Santa Cruz de la Sierra          |
| Bosnia y Herzegovina                 | Sanja Tunjić                | 19   | 1,77   | Europa del Sur     | Kula                             |
| Botsuana                             | Tshegofatso Robi            | 20   | 1,70   | África             | Gaborone                         |
| Brasil                               | Patricia Reginato           | 19   | 1,77   | América            | Medianeira                       |
| Bulgaria                             | Rositsa Ivanova             | 18   | 1,74   | Europa del Sur     | Ruse                             |
| Canadá                               | Ramona Amiri                | 25   | 1,72   | América            | Montreal                         |
| China                                | Ting Ting Zhao              | 19   | 1,78   | Asia y el Pacífico | Pekín                            |
| China Taipéi                         | Su-Jung Hsu                 | 25   | 1,77   | Asia y el Pacífico | Kaohsiung                        |
| Chipre                               | Orthodoxia Moutsouri        | 20   | 1,74   | Europa del Sur     | Distrito de Famagusta            |
| Colombia                             | Erika Querubín              | 22   | 1,78   | América            | Medellín                         |
| Corea del Sur                        | Oh Eun-young                | 20   | 1,72   | Asia y el Pacífico | Seúl                             |
| Costa Rica                           | Leonora Jiménez             | 22   | 1,81   | América            | Santa Ana (Costa Rica)           |
| Croacia                              | Maja Cvjetković             | 19   | 1,75   | Europa del Sur     | Šibenik                          |
| Dinamarca                            | Trine Lundgaard             | 18   | 1,78   | Europa del Norte   | Billund                          |
| Ecuador                              | Marielisa Marques           | 24   | 1,75   | América            | Guayaquil                        |
| El Salvador                          | Alejandra Cárcamo           | 19   | 1,77   | América            | San Salvador                     |
| Escocia                              | Aisling Friel               | 22   | 1,71   | Europa del Norte   | Glasgow                          |
| Eslovaquia                           | Ivica Sláviková             | 21   | 1,72   | Europa del Sur     | Bratislava                       |
| Eslovenia                            | Sanja Grohar                | 21   | 1,67   | Europa del Sur     | Kranj                            |
| España                               | Mireia Verdú                | 22   | 1,78   | Europa del Sur     | Barcelona                        |
| Estados Unidos                       | Lissette Diaz               | 22   | 1,70   | América            | San Diego (California)           |
| Estonia                              | Laura Korgemae              | 19   | 1,78   | Europa del Norte   | Tartu                            |
| Etiopía                              | Seble Mekonnen              | 19   | 1,78   | África             | Adís Abeba                       |
| Filipinas                            | Carlene Aguilar             | 23   | 1,75   | Asia y el Pacífico | Ciudad de Quezón                 |
| Francia                              | Cindy Fabre                 | 20   | 1,78   | Europa del Sur     | Cosne-Cours-sur-Loire            |
| Gales                                | Claire Evans                | 22   | 1,67   | Europa del Norte   | Aberystwyth                      |
| Georgia                              | Salome Khelashvili          | 20   | 1,76   | Europa del Sur     | Tbilisi                          |
| Ghana                                | Inna Mariam Patty           | 22   | 1,80   | África             | Costa del Oro                    |
| Gibraltar                            | Melanie Chipolina           | 23   | 1,75   | Europa del Sur     | Gibraltar                        |
| Grecia                               | Katerina Stikoudi           | 20   | 1,76   | Europa del Sur     | Salónica                         |
| Guadalupe                            | Merita Melyna               | 23   | 1,76   | Caribe             | Les Abymes                       |
| Guatemala                            | María Inés Gálvez Close     | 24   | 1,79   | América            | Ciudad de Guatemala              |
| Guyana                               | Jasmine Herzog              | 18   | 1,78   | América            | Annandale (Demerara-Mahaica)     |
| Hong Kong                            | Tracy Ip                    | 24   | 1,73   | Asia y el Pacífico | Hong Kong                        |
| Hungría                              | Semmi-Kis Tünde             | 20   | 1,82   | Europa del Sur     | Budapest                         |
| India                                | Sindhura Gadde              | 21   | 1,75   | Asia y el Pacífico | Andhra Pradesh                   |
| Indonesia                            | Lindi Cistia Prabha         | 21   | 1,72   | Asia y el Pacífico | Yakarta                          |
| Inglaterra                           | Hammasa Kohistani           | 17   | 1,70   | Europa del Norte   | Londres                          |
| Irlanda                              | Aoife Cogan                 | 24   | 1,80   | Europa del Norte   | Castleknock                      |
| Irlanda del Norte                    | Lucy Evangelista            | 19   | 1,73   | Europa del Norte   | Ballymena                        |
| Islandia                             | Unnur Birna Vilhjálmsdóttir | 21   | 1,74   | Europa del Norte   | Reikiavik                        |
| Islas Vírgenes de los Estados Unidos | Kmisha Counts               | 18   | 1,73   | Caribe             | Saint Thomas (Islas Vírgenes)    |
| Israel                               | Keren Shacham               | 19   | 1,71   | Europa del Sur     | Kiryat Motzkin                   |
| Italia                               | Sofia Bruscoli              | 17   | 1,77   | Europa del Sur     | Emilia-Romaña                    |
| Jamaica                              | Terri-Karelle Griffith      | 23   | 1,75   | Caribe             | Kingston                         |
| Japón                                | Erina Shinohara             | 22   | 1,65   | Asia y el Pacífico | Shizuoka                         |
| Kenia                                | Cecilia Mwangi              | 21   | 1,71   | África             | Nairobi                          |
| Letonia                              | Valerija Sevcuka            | 20   | 1,76   | Europa del Norte   | Riga                             |
| Líbano                               | Lamitta Frangieh            | 24   | 1,73   | Europa del Sur     | Beirut                           |
| Liberia                              | Snorti Forh                 | 23   | 1,80   | África             | Condado de Montserrado           |
| Macedonia, ARY                       | Milena Stanivuković         | 20   | 1,80   | Europa del Sur     | Skopie                           |
| Malasia                              | Emmeline Ng                 | 23   | 1,79   | Asia y el Pacífico | Johor Bahru                      |
| Malaui                               | Rachel Landson              | 20   | 1,72   | África             | Lilongüe                         |
| Malta                                | Ferdine Fava                | 19   | 1,70   | Europa del Sur     | San Julián (Malta)               |
| Martinica                            | Moana Robinel               | 24   | 1,74   | Caribe             | Fort-de-France                   |
| Mauricio                             | Meenakshi Shivani           | 24   | 1,72   | África             | Port Louis                       |
| México                               | Dafne Molina                | 23   | 1,78   | América            | México, D. F.                    |
| Moldavia                             | Irina Dolovova              | 21   | 1,73   | Europa del Sur     | Chisináu                         |
| Mongolia                             | Khongorzul Ganbat           | 17   | 1,77   | Asia y el Pacífico | Ulán Bator                       |
| Namibia                              | Leefa Shiikwa               | 23   | 1,76   | África             | Tsumeb                           |
| Nepal                                | Sugarika K.C.               | 19   | 1,71   | Asia y el Pacífico | Patan (Nepal)                    |
| Nicaragua                            | Johanna Madrigal            | 21   | 1,76   | América            | Managua                          |
| Nigeria                              | Omowunmi Akinnifesi         | 18   | 1,73   | África             | Lagos                            |
| Noruega                              | Helene Tråsavik             | 19   | 1,74   | Europa del Norte   | Rogaland                         |
| Nueva Zelanda                        | Kay Anderson                | 20   | 1,72   | Asia y el Pacífico | Auckland                         |
| Países Bajos                         | Monique Plat                | 23   | 1,73   | Europa del Norte   | Volendam                         |
| Panamá                               | Anna Vaprio                 | 21   | 1,81   | América            | Ciudad de Panamá                 |
| Perú                                 | Fiorella Castellano         | 18   | 1,83   | América            | Lima                             |
| Polonia                              | Malwina Ratajczak           | 19   | 1,76   | Europa del Norte   | Voivodato de Opole               |
| Portugal                             | Angela María Fonseca        | 20   | 1,74   | Europa del Sur     | Setúbal                          |
| Puerto Rico                          | Ingrid Marie Rivera         | 22   | 1,75   | Caribe             | Luquillo                         |
| República Checa                      | Lucie Králová               | 23   | 1,74   | Europa del Norte   | Teplice                          |
| República Democrática del Congo      | Nelly Dembo                 | 22   | 1,75   | África             | Kinshasa                         |
| República Dominicana                 | Elisa Abreu                 | 21   | 1,70   | Caribe             | Jarabacoa                        |
| Rumania                              | Raluca Voina                | 20   | 1,73   | Europa del Sur     | Câmpulung                        |
| Rusia                                | Yulia Ivanova               | 22   | 1,75   | Europa del Norte   | Novosibirsk                      |
| Santa Lucía                          | Joy Matty                   | 19   | 1,80   | Caribe             | Castries                         |
| Serbia y Montenegro                  | Dina Janković               | 18   | 1,74   | Europa del Sur     | Novi Pazar                       |
| Singapur                             | Shenise Wong                | 23   | 1,73   | Asia y el Pacífico | Singapur                         |
| Sri Lanka                            | Nadeeka Perera              | 22   | 1,77   | Asia y el Pacífico | Colombo                          |
| Sudáfrica                            | Dhiveja Sundrum             | 23   | 1,70   | África             | Durban                           |
| Suecia                               | Liza Berggren               | 19   | 1,74   | Europa del Norte   | Mölndal                          |
| Suiza                                | Lauriane Gilliéron          | 21   | 1,70   | Europa del Norte   | Lausana                          |
| Suazilandia                          | Zinhle Magongo              | 20   | 1,72   | África             | Lobamba                          |
| Tailandia                            | Sirinda «Sindie» Jensen     | 22   | 1,72   | Asia y el Pacífico | Ayutthaya                        |
| Tanzania                             | Nancy Sumari                | 19   | 1,72   | África             | Arusha                           |
| Trinidad y Tobago                    | Jenna Marie Andre           | 22   | 1,79   | Caribe             | San Fernando (Trinidad y Tobago) |
| Turquía                              | Hande Subaşı                | 21   | 1,79   | Europa del Sur     | Ankara                           |
| Ucrania                              | Yulia Pinchuk               | 18   | 1,79   | Europa del Norte   | Óblast de Volinia                |
| Uganda                               | Juliet Ankakwatsa           | 22   | 1,70   | África             | Distrito de Kabale               |
| Uruguay                              | Daniela Tambasco            | 20   | 1,73   | América            | Montevideo                       |
| Venezuela                            | Susan Carrizo               | 21   | 1,77   | América            | Lagunillas (Venezuela)           |
| Vietnam                              | Vũ Hương Giang              | 19   | 1,78   | Asia y el Pacífico | Hanói                            |
| Zambia                               | Precious Kabungo Mumbi      | 23   | 1,80   | África             | Lusaka                           |